# Tinchebray-Bocage
Tinchebray-Bocage è un comune francese del dipartimento dell'Orne nella regione della Normandia. 
È stato costituito il 1º gennaio 2015 dalla fusione dei comuni di Tinchebray, Beauchêne, Frênes, Larchamp, Saint-Cornier-des-Landes, Saint-Jean-des-Bois e Yvrandes.